# Río San Juan (vattendrag i Colombia, lat 1,19, long -78,50)
Río San Juan är ett vattendrag i Colombia, på gränsen till Ecuador. Det ligger i den sydvästra delen av landet, 600 km sydväst om huvudstaden Bogotá.